# 岐阜市長森コミュニティセンター
岐阜市長森コミュニティセンター（ぎふしながもりコミュニティセンター）とは、岐阜県岐阜市にある公共施設。同市東部の長森地域の交流活動、生涯学習を実践する場である。岐阜市東青少年会館、岐阜市長森図書館、長森ふれあい保健センターを併設する。1991年（平成3年）開館。

## 担当地域
- 日野
- 長森南
- 長森北
- 長森西
- 長森東

## 主な施設
- 集会室
- 教養娯楽室
- 大集会室
- 会議室
- 防災会議室
- チビッ子室
- 料理講習室
- 音楽室
- サークル室
- 研修室 など

## 公共交通機関
- 岐阜バスコミュニティ
  - 岐阜各務原線「国松」バス停下車
    - 名鉄岐阜のりば（名鉄岐阜駅西）6番のりば「各務西町営業所」行き
    - JR岐阜駅バスターミナル（岐阜駅北）13番のりば「各務西町営業所」行き
- 長森ふれあいバス(岐阜市コミュニティバス)「長森コミセン北」バス停下車
- 373バス(岐阜市コミュニティバス)「長森コミュニティセンター」バス停下車